# Воскобойники (Шишацкий район)
Воскобойники (укр. Воскобійники) — село,
Воскобойникский сельский совет,
Шишацкий район,
Полтавская область,
Украина.
Код КОАТУУ — 5325781201. Население по переписи 2001 года составляло 682 человека.
Является административным центром Воскобойникского сельского совета, в который, кроме того, входят сёла
Величково,
Вертелецкое,
Носы,
Романки и
Сулимы.

## Географическое положение
Село Воскобойники находится в 1-м км от правого берега реки Стеха,
выше по течению на расстоянии в 1 км расположено село Романки,
ниже по течению на расстоянии в 1 км расположено село Вертелецкое.
По селу протекает пересыхающий ручей с запрудой.

## Экономика
- «Воскобойники», ООО.

## Объекты социальной сферы
- Школа
- Детский сад "Березка"
- Дом культуры (с библиотекой)
- Фельдшерско-акушерский пункт (с аптекой)

## Достопримечательности
- Братская могила советских воинов.